# 施莱滕
施莱滕是奥地利蒂罗尔州利恩茨县的一个市镇。总面积36.64平方公里，总人口478人，人口密度13.0人/平方公里（2008年）。